# La Gohannière
La Gohannière település Franciaországban, Manche megyében. Lakosainak száma 118 fő (2015). La Gohannière Tirepied, La Godefroy, Le Petit-Celland, Saint-Brice, Saint-Ovin és Vernix községekkel határos.

## Népesség
A település népességének változása:
| Lakosok száma | 109  | 100  | 101  | 82   | 86   | 107  | 124  | 120  | 118  | 119  |
|               | 1968 | 1975 | 1982 | 1990 | 1999 | 2006 | 2011 | 2013 | 2015 | 2016 |